# Яо Пейшен
Яо Пейшен (姚培生 Yáo Péi-shēng, * (1945) — китайський дипломат, Надзвичайний і Повноважний Посол КНР в Україні (2003-2005).

## Біографія
Народився в жовтні 1945 року. Закінчив Пекінський інститут іноземних мов.
З 1973 по 1979 — співробітник посольства Китаю у Москві (СРСР).
З 1979 по 1987 — співробітник відділу співробітництва із СРСР та країнами Центрально-Східної Європи МЗС Китаю в Пекіні.
З 1987 по 1990 — співробітник посольства Китаю у Москві (СРСР).
З 1990 по 1995 — співробітник відділу співробітництва із СНД та країнами Центральної Азії МЗС Китаю в Пекіні.
З 1995 по 1997 — Надзвичайний і Повноважний Посол Китаю в Бішкеці (Киргизстан).
З 1997 по 1999 — Надзвичайний і Повноважний Посол Китаю в Ризі (Латвія).
З 1999 по 2003 — Надзвичайний і Повноважний Посол Китаю в Астані (Казахстан).
З листопада 2003 по жовтень 2005 — Надзвичайний і Повноважний Посол Китаю в Києві (Україна).